# Podlipki (obwód grodzieński)
Podlipki (biał. Падліпкі, ros. Подлипки) – wieś na Białorusi, w obwodzie grodzieńskim, w rejonie grodzieńskim, w sielsowiecie Odelsk.
W dwudziestoleciu międzywojennym wieś leżała w Polsce, w województwie białostockim, w powiecie sokólskim. Po II wojnie światowej znalazła się po sowieckiej stronie granicy jałtańskiej, która przebiegła w jej pobliżu.